# گوساو
گوساو (به لاتین: Gusau) یک شهر در نیجریه است که در ایالت زامفارا واقع شده‌است.

## خصوصیات
گوساو ۳٬۳۶۴ کیلومترمربع مساحت دارد.